# Schwarz-Weiß-Prinzip
Als Schwarz-Weiß-Prinzip bezeichnet man in Deutschland eine über zahlreiche Maßnahmen erreichte Trennung von schmutzigen „Schwarz-“ und sauberen „Weiß-“, bzw. Außen- und Innenbereichen. Durch dieses Prinzip soll eine Verschleppung von unerwünschten Stoffen insbesondere durch Personen vermieden werden. Das Prinzip wurde in den 1920er Jahren im Bergbau eingeführt, wo es zunächst nur darum ging, den sehr schmutzigen Arbeitsbereich und die entsprechend verschmutzte Arbeitskleidung von der sauberen Alltagskleidung fernzuhalten. Eine weitere wesentliche Bedeutung hat das Schwarz-Weiß-Prinzip heute im Bereich der Hygiene, um die Übertragung von Krankheitserregern zu vermeiden, sowie bei Dekontaminationsplätzen im Zivil- und Katastrophenschutz.

## Prinzip
Wesentlicher Aspekt des Schwarz-Weiß-Prinzips ist die strikte Trennung von schmutzigen, schadstoffhaltigen oder verkeimten Stoffen oder Gegenständen von dem sauberen Bereich. Hierzu gibt es zweifach weitgehend identische Umkleideräume, die nur durch einen Bereich getrennt sind, in dem eine entsprechende Reinigung beziehungsweise Dekontamination möglich ist (Waschgelegenheiten, Duschen oder Desinfektion etc.). Das Personal betritt im sauberen Zustand den Umkleideraum „weiß“, entkleidet sich dort vollständig und geht dann in den Umkleideraum „schwarz“, in dem die unreine Kleidung angelegt wird. Kommt es schmutzig oder verkeimt zurück, dann geht es in den Umkleideraum „schwarz“, entkleidet sich wieder vollständig und geht nach entsprechender Reinigung in den „weißen“ Umkleideraum, wo die saubere Kleidung wieder angezogen wird. Dieses Prinzip wird z. B. in Kliniken auch umgekehrt angewendet, so dass der Außenbereich mit der Privatkleidung als „schmutzig/schwarz“ in Bezug auf den sauber zu haltenden Innenbereich angesehen wird. In diesem Fall sind ebenfalls entsprechende Maßnahmen zu treffen, so dass über den Körper keine Verschmutzungen eingeschleppt werden.
In vielen Fällen wird der Arbeitsbereich als „weiß“ vom „schwarzen“ Außenbereich getrennt; es ist also immer nach Anwendungsgebiet bestimmt, ob „weiß“ den Innen- oder Außenbereich beschreibt.

## Verbreitung
Durch seine hohe Effizienz hat dieses Prinzip nunmehr auch außerhalb des Bergbaus eine hohe Verbreitung. Weitere Einsatzbereiche sind heute die Abwassertechnik, aber auch bei Umgang mit gesundheitsschädlichen Stoffen. Große Anlagen der industriellen Landwirtschaft setzen es aus hygienischen Aspekten ein. Im Seuchenfall ist das Schwarz-Weiß-Prinzip für jeden landwirtschaftlichen Betrieb verpflichtend vorgeschrieben. Laboratorien müssen, unabhängig von ihrer Größe, je nach Verwendungszweck eine Schwarz-Weiß-Trennung einhalten.
Ähnlich der Bedeutung im Bergbau wird das Schwarz-Weiß-Prinzip im Bereich der Altlastensanierung angewendet, so etwa bei der Sanierung von Asbest. Einem abgesperrten Schwarzbereich, in dem mit und auf kontaminiertem Material gearbeitet wird, ist ein Weißbereich vorgelagert. Im Übergang der beiden Bereiche befinden sich Duschen oder spezielle Dekontaminationsanlagen, die das Ablegen der Schutzkleidung und die Reinigung erlauben. Der Weißbereich darf in solchen Fällen vom Schwarzbereich aus nicht ungereinigt und mit Arbeitskleidung betreten werden. Das Schwarz-Weiß-Prinzip wird in entsprechenden Regelwerken vorgeschrieben, zum Beispiel in der TRGS 524 (Schutzmaßnahmen bei Tätigkeiten in kontaminierten Bereichen) und der TRGS 519 (Asbest: Abbruch-, Sanierungs- oder Instandhaltungsarbeiten).
Ähnliches gilt auch für von Hilfsorganisationen im Rahmen des ABC-Schutzes einzurichtende Dekontaminationsareale. Dort kennzeichnet der Begriff „Schwarzbereich“ den (kontaminierten/unreinen) Bereich vor der Dekontamination, wohingegen mit „Weißbereich“ das auf der anderen Seite der Dekontaminationsanlage befindliche reine Gebiete bezeichnet wird.

## Schwarz-/Weißkaue im Bergbau
Dem Arbeitsbereich vorgebaut ist die Waschkaue. Sie besteht aus zwei gleichgestalteten Umkleideräumen, meist Hallen, zwischen denen sich ein Reinigungsbereich, üblicherweise mit ausreichend vielen Duschen befindet.
Der Bergmann betritt zu Arbeitsbeginn den weißen Bereich, in dem er seine saubere Alltagskleidung auszieht und sie an einer Kette hängend mehrere Meter hinauf unter die Decke zieht. Anschließend geht er nackt in den schwarzen (schmutzigen) Bereich, der ebenso gestaltet ist wie der weiße Umkleidebereich, und lässt seine (schmutzige) Arbeitskleidung von oben herab und zieht diese an. Ab nun befindet er sich im „schwarzen“ Arbeitsbereich und nimmt dort seine Arbeit auf. Nach Schichtende entkleidet er sich wieder im schwarzen Bereich und reinigt sich in den Duschen zwischen dem schwarzen und weißen Bereich. Danach geht er in die saubere (weiße) Umkleidehalle und zieht dort seine saubere und an der Hallendecke zwischenzeitlich gelüftete Privatkleidung wieder an.

## Schwarz-Weiß-Prinzip in der Viehwirtschaft (Hygieneschleuse)
Der „schwarze“ Außenbereich, der als potentiell mit Krankheitserregern kontaminiert angesehen wird, soll so vom „weißen“ Innenbereich getrennt werden, dass eine Übertragung von Krankheitserregern erschwert oder verhindert wird. Arbeiter müssen sich vor dem Gang in die Stallgebäude in einem „schwarzen“ Umkleideraum komplett entkleiden, gelangen durch eine Dusche in einen weiteren, „weißen“ Umkleideraum, in dem sie ihre Arbeitskleidung (inkl. Betriebsunterwäsche) anlegen. Alle Personen, die in den Stall wollen, müssen durch diese Hygieneschleuse.
In großen Betrieben gibt es für beide Bereiche einen eigens bestimmten Fuhrpark, bei kleineren Betrieben ist es zulässig, aus dem Schwarzbereich mit Fahrzeugen durch Desinfektionswannen einzufahren. Die Ställe mit Schwarz-Weiß-Trennung sind untereinander mit geschlossenen Laufgängen verbunden.
Die Einhaltung des Schwarz-Weiß-Prinzips ist in Deutschland gesetzlich geregelt.

## Anwendung in der heutigen Technik
Die Erstellung und Bearbeitung feinster Strukturen in der heutigen Technik verlangt sehr saubere Umgebungen. Daher werden zum Beispiel Halbleiterschaltungen und Festplatten in Reinräumen hergestellt und bearbeitet. Hier wird wieder auf die ursprüngliche Idee, der Trennung zwischen sauber und schmutzig zurückgegriffen. Allerdings wird nun der (innere) Arbeitsbereich als sauber „weiß“ und nicht wie ursprünglich im Bergbau als „schwarz“ betrachtet.